# Pablo Bari
Pablo Alejandro Pons, mais conhecido como Pablo Bari (Buenos Aires, Argentina, 10 de agosto de 1985), é um jornalista esportivo, repórter e apresentador do programa de televisão e rádio argentina.[carece de fontes?] Ele é filho do renomado repórter Juan Manuel Pons, que também elogiou-o como um grande repórter, ambos são torcedores de San Lorenzo de Almagro.[carece de fontes?]

## TV
Era parte do elenco de Cebollitas, uma série que foi ao ar na Telefe.
Foi comentarista no Fútbol para todos na Fox Sports. Atualmente, ele narra partidas da Primera B Nacional em Fútbol Para Todos no Canal 7.
Seu nome (Bari), é devido a cidade italiana. [carece de fontes?]